# Association des universités de langue portugaise
L'Association des universités de langue portugaise (AULP) (en portugais Associação das Universidades de Língua Portuguesa) est une association qui regroupe les établissements d'enseignement supérieur de langue portugaise, dans le cadre de la Communauté des pays de langue portugaise (CPLP),.

## Membres

### Membres universitaires
L'association regroupe plus de 130 institutions universitaires de haut niveau sur 4 continents.

### Membres associés
- Association internationale des sciences sociales et humaines en langue portugaise
- Association internationale des universités
- Fondation Jorge Álvares
- Institut d'études européennes de Macao
- Association pour la promotion de l'enseignement du macanais